# Вишњеволочко језеро
Вишњеволочко језеро (рус. Вышневоло́цкое водохранилище) вештачко је језеро на северозападу европског дела Руске Федерације, у северном делу Тверске области. Налази се на подручју Вишњеволочког рејона, а на његовим источним обалама лежи град Вишњи Волочок.

## Опште карактеристике
Вишњеволочко језеро саграђено је 1719. године на месту где се река Шлина уливала у реку Цна. У потпуности је реконструисано 1951. године. Идејни творац пројекта градње овог језера био је Михаил Сердјуков (1678—1754) самоуки хидроинжињер, по професији трговац. Језеро је саграђено да би се обезбедио стабилан ниво воде у речном пловном путу познатом као Вишњеволочки хидросистем који је требало да повезује реку Волгу са Невом и Балтичким морем. Главни иницијатор градње тог каналског система био је руски император Петар Велики.
Површина језера је 108 км², дужина 12 км, а ширина до 9 километара. Површина се налази на надморској висини од 163,5 метара, а ниво воде у језеру се колеба за максимално 3 метра. Укупна запремина језера је 0,32км³.
Кроз језеро протиче река Цна преко које је језеро повезано са басенима река Мсте и Волхова, а на југоистоку из језера отиче река Тверца, лева притока Волге.
Његове воде се користе и за наводњавање околног земљишта, за водоснабдевање оближњих насеља, те за рад две мање хидроелектране. На источној обали лежи град Вишњи Волочок, док је на северној обали варошица Красномајски. На језеру се налази већ број острва.

## Хидроелектране
Вода из језера користи се и за рад две мање хидроелектране које се налазе у Вишњем Волочоку.
Ново-Тверцка ХЕ (рус. Ново-Тверецкая ГЭС) налази се на реци Тверци у јужном делу града. Са радом је почела 1944. године и значајна је по томе што је све до краја Другог светског рата електричном енергијом снабдевала чак и Москву. Поседује две турбине капацитета 1.200  електричне енергије, а проток воде кроз њене турбине је око 20 м³/с. Годишње се у овој хидроелектрани произведе око 8,8 милиона kWh електричне енергије.
Ново-Цнинска ХЕ (рус. Ново-Цнинская ГЭС) налази се на реци Цна, узводно од места њеног изласка из језера и има једну турбину капацитета 220 kWh.